# Sesso senso
Sesso Senso (Sex Sense) è un programma televisivo di genere documentario, prodotto in Canada e trasmesso in Italia da Discovery Science sul bouquet Sky.
È un corso di educazione sessuale per adulti (Sex education for grown-ups).

## Episodi

### Serie 1
1. L'attrazione (The attraction)
2. Il seno (The breast)
3. L'orgasmo (The orgasm)
4. Gli uccelli e le api (The birds and the bees)
5. Gli afrodisiaci (The afrodisiacs)
6. Le fantasie (The fantasy)
7. Il tradimento (The affair)
8. Il feticismo (The fetish)
9. Il genere sessuale (The gender)
10. I peli (The hair)
11. Cos'è sexy? (What is sexy?)
12. Il potere delle donne (The girl power)
13. Contraccezione, controllo delle nascite (Contraception, birth control)

### Serie 2
1. L'atto sessuale (The act)
2. La donna (The vagina)
3. I segnali sessuali (The sexual signals)
4. I sensi del sesso (The sexual senses)
5. Il sesso fai da te (The sex for one)
6. La pubertà (The puberty)
7. L'omosessualità (The homosexuality)
8. Tocchiamo il fondo (The rear end)
9. I cicli sessuali (The sexual cycle)
10. Il liquido dell'amore (The love juices)
11. La circoncisione (The circumcision)
12. È un ragazzo o una ragazza (The intersexed people)
13. I Miti (The myths)

### Serie 3
1. Testicoli (Testicles)
2. Castità (Celibacy)
3. (Addiction)
4. Sesso migliore (Better sex)
5. Ricostruzione sessuale (Sexual reconstruction)
6. Menopausa (Menopause)
7. Il futuro del sesso (Future sex)
8. Sesso e cultura (Sex & culture)
9. Sesso e disabili (Sex & disabilities)
10. Sesso e amore (Sex vs love)
11. Sesso terapeutico (Healing sex)
12. La gravidanza (Pregnancy)
13. Scienziati del sesso (Sexpertise)

### Serie 4
1. Accessori erotici (Sex toys)
2. Sesso sfrenato (Kinky sex)
3. Pornografia (Rated X)
4. Oltre la monogamia (Beyond monogamy)
5. Piacere e dolore (Pleasure and Pain)
6. Il bacio (the kiss)
7. Spogliarello (The Strip)
8. Bi Way (The bi way)
9. Spogliarsi completamente (Bearing it all)
10. Niente sesso per favore (No sex please)
11. Barzellette sporche (Dirty jokes)
12. Successo nel sesso (Making it work)
13. Ancora sul sesso più spinto (More kinky sex)

### Serie 5
1. Primo appuntamento (First date)
2. Sole, sabbia e sesso (Sun, sand and sex)
3. Top di sera (The boob tube)
4. I 10 abiti più sexi (Top ten sexiest clothes)
5. Il guanto dell'amore (The love glove)
6. Le 10 cose più sexy (Top ten sexy things)
7. Esercizi di sesso (Sexercise)
8. Le 10 fantasie più sexy (Top ten sexual fantasies)
9. Origini erotiche (Erotic origins)
10. Trasformazione sexy per lui (His sexy makeover)
11. Trasformazione sexy per lei (Her sexy makeover)
12. Il patrimonio (The wedding)
13. Dietro le quinte (Making of the sex files)

### Serie 6
1. Verginità (Virginity)
2. Trasformazione post-matrimoniale (Marriage makeover)
3. Case di tolleranza (The brothel)
4. Il seno 2 (Breasts 2)
5. Sesso e bellezza (Sex and beauty)
6. Quando lei prende il comando (Girls on top)
7. Sesso e invecchiamento (Sex and aging)
8. I miti: la top ten (Top ten myths)
9. Il tatto (Touch)
10. Sesso e rock n' roll (Sex and rock n' roll)
11. Il piacere (Satisfaction)
12. La top ten degli archetipi (Top ten archetypes)
13. Annunci personali (Sextracurricular activities)